# Карамойил (Урджарський район)
Карамойи́л (каз. Қарамойыл) — село у складі Урджарського району Абайської області Казахстану. Входить до складу Акжарського сільського округу.
Населення — 119 осіб (2021; 167 у 2009, 194 у 1999, 239 у 1989).
Національний склад станом на 1989 рік:
- казахи — 100 %